# ホロム・トゥクール
ホロム・トゥクール（holom tucur）とはマヤ神話「ポポル・ヴフ」に登場するミミズク。シバルバーの使者アフポップ・アチフの一羽。
ホロムが頭、トゥクールがミミズクを意味する。頭と羽根だけで足が無い。カキシュ・トゥクール、フラカン・トゥクール、チャビ・トゥクールとともにアフポップ・アチフを構成する。